# Liolaemus zullyae
Espèce
Synonymes
- Liolaemus zullyi Cei & Scolaro, 1996

Statut de conservation UICN

 LC  : Préoccupation mineure
Liolaemus zullyae est une espèce de sauriens de la famille des Liolaemidae.

## Répartition
Cette espèce est présente dans la région d'Aisén au Chili et la province de Santa Cruz en Argentine. On la trouve entre 820 et 1 400 m d'altitude. 

## Description
C'est un saurien vivipare.

## Étymologie
Cette espèce est nommée en l'honneur de Mme Zully Ortega de Scolaro.

## Publication originale
- Cei & Scolaro, 1996 : A new species of Liolaemus of the archeforus group from the precordilleran valley of the Zeballos river, Santa Cruz Province, Argentina (Reptilia, Tropiduridae). Museo Regionale Di Scienze Naturali Bollettino (Turin), vol. 14, no 2, p. 389-401.